# سیارک ۱۷۸۰۳
سیارک ۱۷۸۰۳ (به انگلیسی: 17803 Barish، نامگذاری:1998FD71) هفده هزار و هشتصد و سومین سیارک کشف شده‌است که در ۲۰ مارس ۱۹۹۸ کشف شد.
قدر مطلق سیارک برابر ۱۴٫۶ است.